# Cyrtochilum caespitosum
Cyrtochilum caespitosum är en orkidéart som först beskrevs av Robert Allen Rolfe, och fick sitt nu gällande namn av Stig Dalström. Cyrtochilum caespitosum ingår i släktet Cyrtochilum, och familjen orkidéer. Inga underarter finns listade i Catalogue of Life.

## Bildgalleri

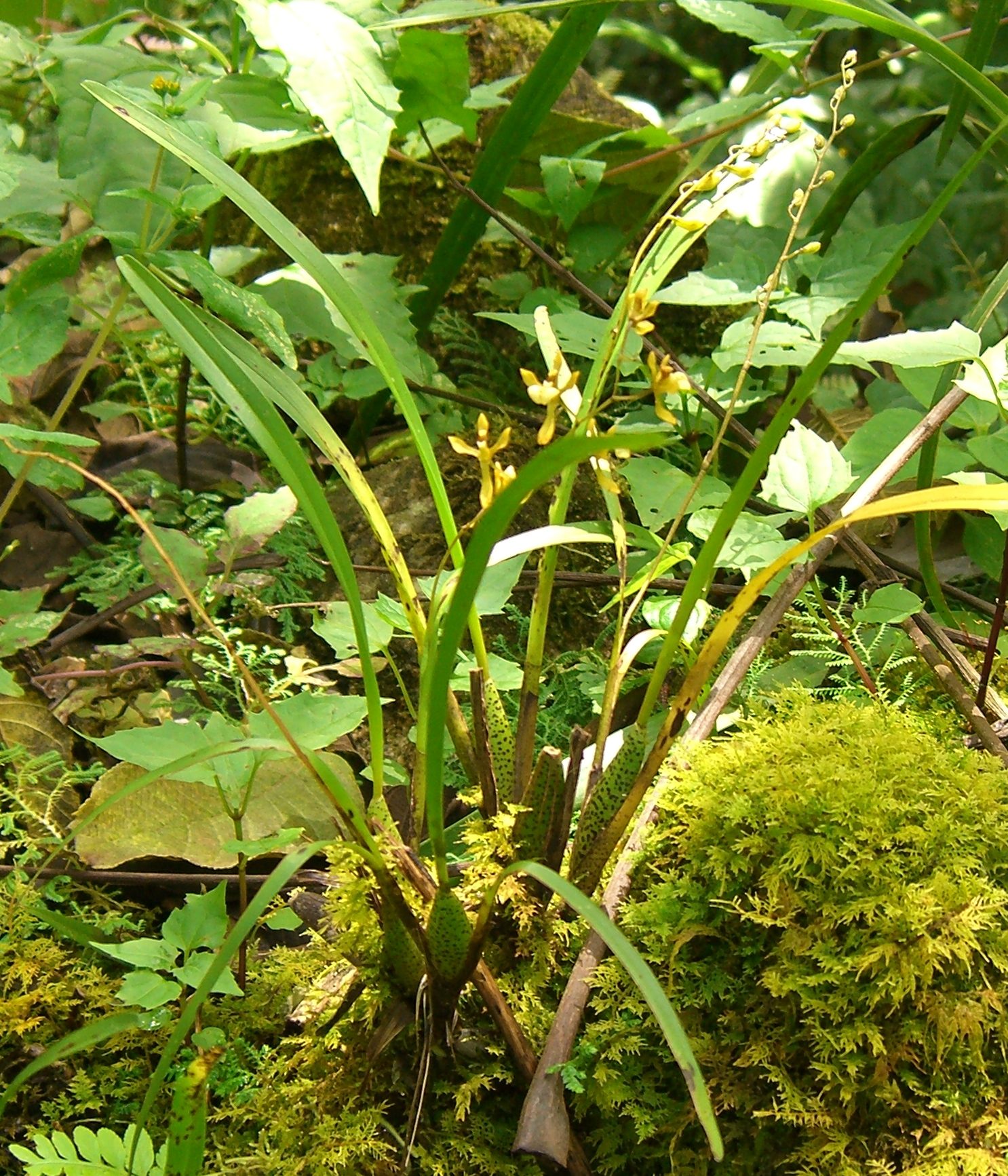
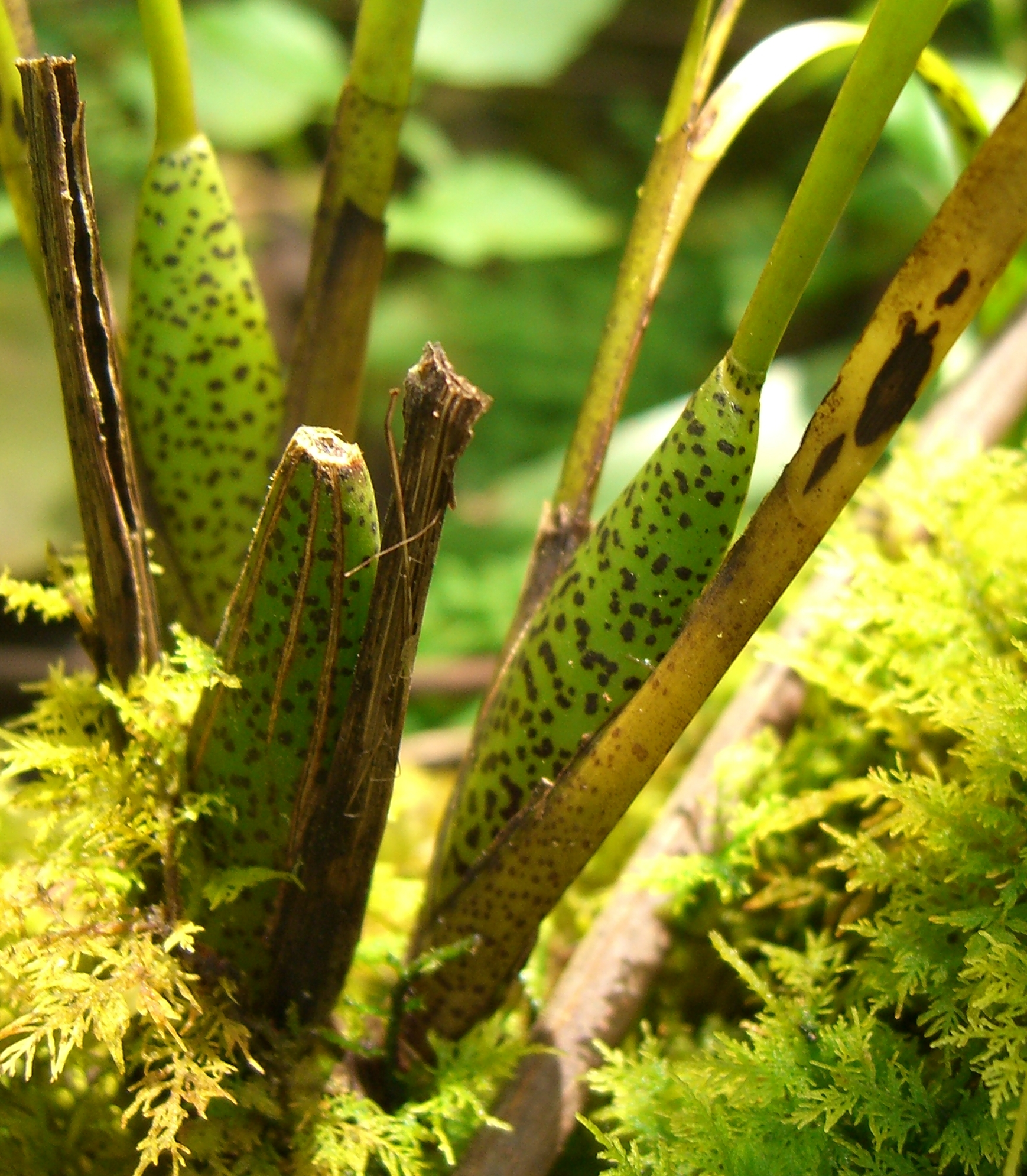